# 南沢岩吉
南沢 岩吉（南澤 岩吉、みなみさわ いわきち、1874年（明治7年）2月22日 - 1958年（昭和33年）11月22日）は、大日本帝国陸軍軍人。最終階級は陸軍少将。功四級。

## 経歴・人物
長野県出身。1896年（明治29年）陸軍士官学校第8期卒業。
1918年（大正7年）7月に丸亀連隊区司令官、1919年（大正8年）7月に陸軍歩兵大佐、1921年（大正10年）6月に歩兵第12連隊長、1923年（大正12年）8月に陸軍少将・歩兵第25旅団長を経て、1925年（大正14年）5月1日に待命、同月25日に予備役に編入した。

## 栄典
- 1897年（明治30年）10月15日 - 正八位[3]
- 1899年（明治32年）12月26日 - 従七位[4]